# Ricardo Zamora
Ricardo Zamora Martínez (Barcellona, 21 gennaio 1901 – Barcellona, 8 settembre 1978) è stato un allenatore di calcio e calciatore spagnolo, di ruolo portiere.
Considerato uno dei più grandi portieri di sempre, ha detenuto il primato di presenze con la nazionale spagnola per 38 anni, prima di essere superato da José Ángel Iribar. La rivista World Soccer lo ha inserito al 79º posto nell'elenco dei migliori calciatori del XX secolo.
Al termine del campionato spagnolo di massima divisione, il portiere meno battuto viene premiato col Trofeo Zamora, istituito in suo onore.

## Biografia
Suo padre, un medico di Cadice, avrebbe voluto che il giovane Ricardo intraprendesse la stessa carriera. Il figlio, Ricardo Zamora de Grassa, fu anche lui portiere e vinse una Coppa delle Fiere con il Valencia.

## Caratteristiche tecniche

### Giocatore
Portiere sicuro dei propri mezzi, elegante e spettacolare negli interventi – qualità che gli valsero il soprannome El Divino –, Zamora era dotato di grandi riflessi e notevole temperamento. Innovativo rispetto ai canoni della sua epoca, fu l'ideatore di un insolito tipo di parata, detta appunto La Zamorana, eseguita avvalendosi dei gomiti o degli avambracci. Talvolta estendeva il proprio raggio d'azione oltre l'area di rigore.

## Carriera

### Giocatore

#### Club

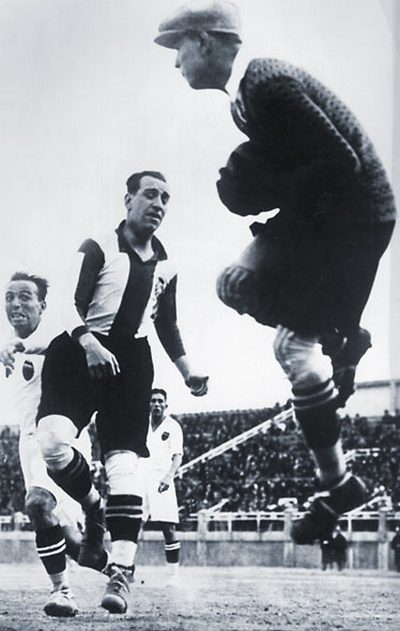
Zamora in uscita durante gli anni all'Espanyol

Zamora giocò la maggior parte della sua carriera nel Barcellona e nell'Espanyol. Nell'agosto del 1930 passò dai periquitos al Madrid CF per circa 150 000 pesetas. Il 15 ottobre 1930, in una gara di campionato tra Club Atlético e Madrid CF, subì un infortunio che gli costò la frattura della clavicola e la lussazione dell'omero. Nel 1936, nella finale di Coppa di Spagna contro il Barcellona, suscitò grande ammirazione per una spettacolare parata all'ultimo minuto di gioco su un potente tiro angolato di Escolà, che valse la vittoria del titolo da parte del Madrid. Oltre che nelle tre squadre spagnole giocò anche nel Nizza, in Francia.
Nel dicembre del 1923, dopo Spagna-Portogallo 3-0, fu convinto dall'amico Juan Luqué a giocare due partite amichevoli nella provincia di Cadice. Il 18 dicembre difese la porta dell'Alfonso XIII di Puerto Real, battuto 3-1 dall'Español FC Cádiz. Il 23 fu organizzata nel capoluogo gaditano un'amichevole in suo onore tra l'Español e l'Europa F.C. di Gibilterra: una sua uscita avventata causò l'1-1 degli ospiti, ma i padroni di casa si imposero infine per 3-2.

#### Nazionale

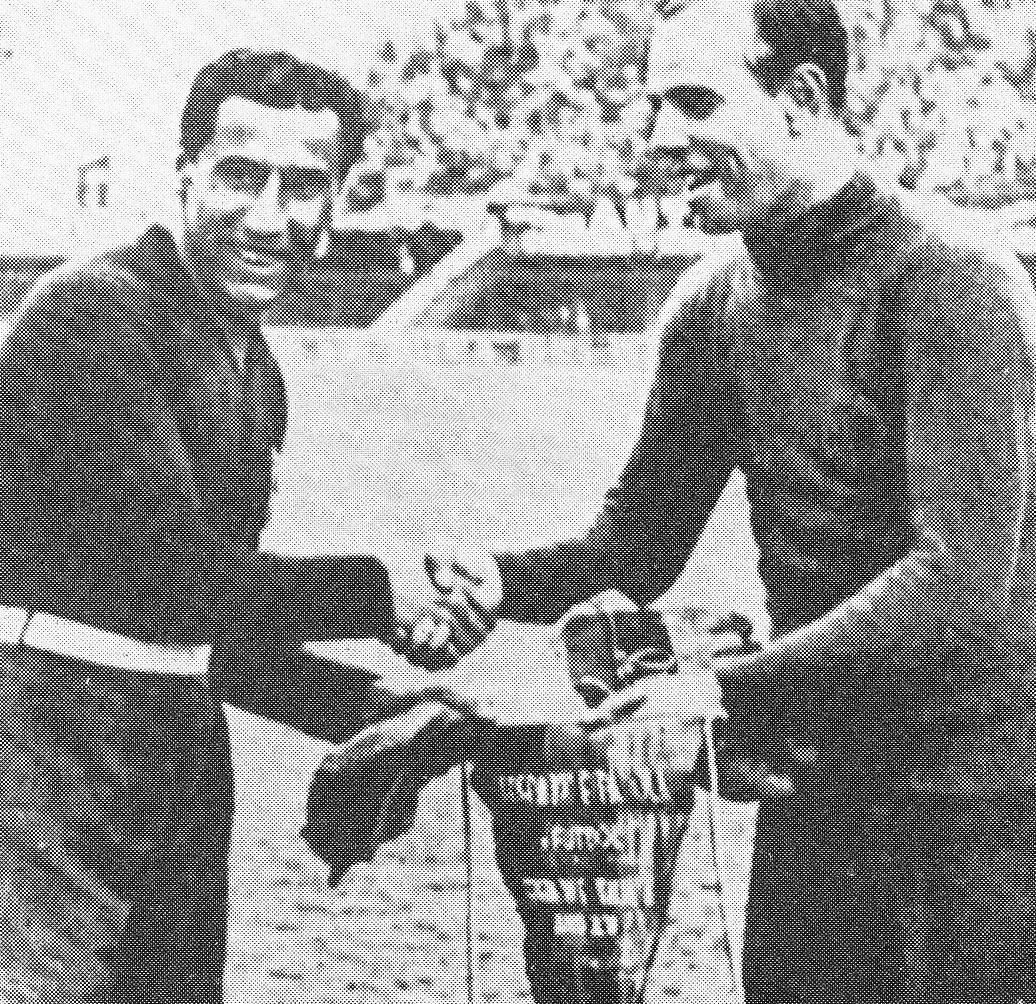
Zamora (a destra) capitano della Spagna al, mentre saluta un altro dei grandi portieri del periodo interbellico, l'italiano Gianpiero Combi, prima della sfida dei quarti di finale.

Esordì in nazionale a 19 anni ai Giochi olimpici di Anversa 1920 e vi disputò in totale 46 partite fino al 1936, anno del suo ritiro, mantenendo per 21 volte la porta inviolata.
Nel 1929, in occasione di una partita tra Spagna e Inghilterra, continuò a giocare malgrado si fosse rotto lo sterno. Alla fine la Spagna batté i rivali per 4-3, diventando la prima squadra al di fuori delle Isole britanniche a sconfiggere la nazionale inglese.
Nel 1934 capitanò la nazionale alla seconda edizione del campionato mondiale di calcio, in Italia. Durante la prima partita, vinta dalla Spagna per 3-1, parò un rigore all'attaccante brasiliano Leonidas. Nella stessa competizione fu costretto a saltare per infortunio la ripetizione della gara dei quarti di finale, persa, contro l'Italia, dopo che nella prima sfida si era distinto per una brillante prestazione.
Ha inoltre disputato alcuni incontri con la maglia della Catalogna.

### Allenatore
Come allenatore guidò l'Atlético Aviación alla conquista di due titoli di Liga. In Spagna allenò, oltre al Atlético Madrid, diverse squadre: Celta Vigo, Espanyol, Málaga. Fu anche commissario tecnico della nazionale spagnola nel 1952.

## Palmarès

### Giocatore

#### Club

##### Competizioni nazionali
- Campionato spagnolo: 2

Madrid CF: 1931-1932, 1932-1933
- Coppa di Spagna: 5

FC Barcelona: 1920, 1922
Espanyol: 1928-1929
Madrid CF: 1934, 1936

##### Competizioni regionali
- Coppa di Catalogna: 2

Espanyol: 1918, 1929
- Campionato catalano: 3

Barcellona: 1919-1920, 1920-1921, 1921-1922
- Campionato Centro-Regionale: 1

Real Madrid: 1930-1931
- Trofeo Mancomunados: 5

1931, 1932, 1933, 1934, 1935

#### Nazionale
- Argento olimpico: 1

Anversa 1920

### Allenatore
- Campionato spagnolo: 2

Atlético Madrid: 1939-40, 1940-41
- Coppa Eva Duarte: 1

Atlético Madrid: 1940